# 양주 회암사 지공선사비
양주 회암사 지공선사부도비(楊洲 檜巖寺指空禪師浮屠碑)는 대한민국 경기도 양주시 회암동, 양주 회암사지에 있는 부도비이다. 2004년 11월 29일 경기도의 문화재자료 제135호로 지정되었다.
지공선사의 부도 앞에 있는 이 부도비는 지공선사의 유래를 기록한 비이다. 원래의 부도비는 이색이 찬하고 한수가 글씨를 써서 1378년(우왕 4년)에 건립하였다. 현재 남아있는 부도비의 건립연대는 '숭정기원후사무자오월 일립'으로 기록되어 있어, 1828년(순조 28년)에 중건한 것임을 알 수 있다.
이 부도비 옆에는 비의 귀부가 나란히 배치되어 있는데, 이것이 원래 지공선사 부도비의 귀부였는지는 정확히 알 수 없지만 관련 있는 것으로 보인다. 부도비 형태는 옥개석·비신·비좌·지대석의 구조이다.

## 같이 보기
- 양주 회암사지

## 참고 문헌
- 양주회암사지공선사부도비 - 국가유산청 국가유산포털